# Cymbaline
Cymbaline es una canción de la banda de rock progresivo Pink Floyd, escrita para el álbum More y para la película del mismo nombre. Trata sobre la experiencia de vivir una "Pesadilla", título con el cual apareció la canción en The Man and the Journey.
Las letras fueron escritas por Roger Waters, cuentan sobre una pesadilla y es la primera canción en tratar, aunque no completamente, acerca del cinismo de las discográficas.

## Grabación
La grabación de Cymbaline en el álbum es diferente de la versión de la película. Las voces son de una toma diferente, ambas cantadas por David Gilmour. Las letras también difieren de la versión del filme. Un aspecto notable de las letras es la pregunta planteada al final del primer verso, "Will the final couplet rhyme", siendo que la cupla (couplet, pareja de versos en español) final es la única en la canción que no rima.

## Música
Musicalmente, la canción es mucho más lenta que muchas otras del disco como The Nile Song o Ibiza Bar, con un aire mucho más acústico que los temas mencionados. Se basa principalmente en acordes que David Gilmour toca en su guitarra. Al final del último coro se escucha a Gilmour hacer un solo en scat, tal como lo veríamos más adelante en la clásica Wish you were here. Luego del solo, viene una extraña sección de órgano interpretada por Rick Wright, representando a la pesadilla en sí. 

## Personal e instrumentario
- David Gilmour - voz principal, guitarra de cuerdas de nailon
- Richard Wright - órgano Farfisa, piano
- Roger Waters - bajo
- Nick Mason - batería, bongós